# Clonazolam
Clonazolam (auch bekannt als Clonitrazolam) ist ein Wirkstoff aus der Gruppe der Benzodiazepine, der 1971 erstmals synthetisiert wurde und damals als „aktivste Verbindung der Serie“ bezeichnet wurde. Es ist im Internet als Designerdroge erhältlich und wird in Form von Pellets, Blotter oder Pulver verkauft. Clonazolam weist bereits ab einer geringen Dosierung von 0,5 mg hohe Risiken für Amnesie auf. Wie alle anderen Benzodiazepine, wirkt Clonazolam anxiolytisch, sedierend, muskelrelaxierend und hypnotisch. Durch die hohe Potenz hat Clonazolam ein hohes Abhängigkeitspotenzial und eine schnelle Toleranzentwicklung.

## Legalität
In Schweden ist Clonazolam als Suchtstoff klassifiziert, dessen Herstellung, Einfuhr, Handel oder Besitz eine Genehmigung erfordert.
In Deutschland gehört der Wirkstoff seit dem 11. November 2021 zur Anlage II des Betäubungsmittelgesetzes.